# 욱광기

현대의 욱광기

옛날 욱광기

욱광기(旭光旗, 아일랜드어: An Gal Gréine, 영어: sunburst flag)는 초기 아일랜드 민족주의의 상징 기로, 보다 최근에는 피아나 에이렌 같은 아일랜드 공화주의 청년단체의 상징으로 사용된다. 1858년 아일랜드 공화주의 형제단(IRB)에서 처음 사용했으며, 당시에는 녹색 바탕에 황색 욱광이 그려져 있었다. 오늘날 욱광기는 아일랜드 공화주의 진영 및 게일어 연맹의 상징으로 사용되고 있다.

## 같이 보기
- 욱일기
- 북두칠성기